# NFL Coach of the Year Award
Als NFL Coach of the Year Award bezeichnet man die Auszeichnung für den besten Trainer der Saison in der National Football League (NFL). Es gibt mehrere Institutionen, die den besten Trainer des Jahres ehren. Überschneidungen sind dabei möglich. Bei mehrfachen Auszeichnungen steht die Anzahl in Klammern.

## Associated Press
Seit 1957 wählt jedes Jahr die Associated Press (AP) den besten NFL-Trainer des Jahres.
| Fett        | Gekennzeichnete Teams haben in der Saison den Super Bowl gewonnen |
| In Klammern | Anzahl, wie oft COY gewonnen wurde                                |

| Jahr                 | NFL-Trainer                | Team                             |
| -------------------- | -------------------------- | -------------------------------- |
| 2024                 | Kevin O’Connell            | Minnesota Vikings                |
| 2023                 | Kevin Stefanski (2)        | Cleveland Browns                 |
| 2022                 | Brian Daboll               | New York Giants                  |
| 2021                 | Mike Vrabel                | Tennessee Titans                 |
| 2020                 | Kevin Stefanski            | Cleveland Browns                 |
| 2019                 | John Harbaugh              | Baltimore Ravens                 |
| 2018                 | Matt Nagy                  | Chicago Bears                    |
| 2017                 | Sean McVay                 | Los Angeles Rams                 |
| 2016                 | Jason Garrett              | Dallas Cowboys                   |
| 2015                 | Ron Rivera (2)             | Carolina Panthers                |
| 2014                 | Bruce Arians (2)           | Arizona Cardinals                |
| 2013                 | Ron Rivera                 | Carolina Panthers                |
| 2012                 | Bruce Arians               | Indianapolis Colts               |
| 2011                 | Jim Harbaugh               | San Francisco 49ers              |
| 2010                 | Bill Belichick (3)         | New England Patriots             |
| 2009                 | Marvin Lewis               | Cincinnati Bengals               |
| 2008                 | Mike Smith                 | Atlanta Falcons                  |
| 2007                 | Bill Belichick (2)         | New England Patriots             |
| 2006                 | Sean Payton                | New Orleans Saints               |
| 2005                 | Lovie Smith                | Chicago Bears                    |
| 2004                 | Marty Schottenheimer       | San Diego Chargers               |
| 2003                 | Bill Belichick             | New England Patriots             |
| 2002                 | Andy Reid                  | Philadelphia Eagles              |
| 2001                 | Dick Jauron                | Chicago Bears                    |
| 2000                 | Jim Haslett                | New Orleans Saints               |
| 1999                 | Dick Vermeil               | St. Louis Rams                   |
| 1998                 | Dan Reeves (2)             | Atlanta Falcons                  |
| 1997                 | Jim Fassel                 | New York Giants                  |
| 1996                 | Dom Capers                 | Carolina Panthers                |
| 1995                 | Ray Rhodes                 | Philadelphia Eagles              |
| 1994                 | Bill Parcells (2)          | New England Patriots             |
| 1993                 | Dan Reeves                 | New York Giants                  |
| 1992                 | Bill Cowher                | Pittsburgh Steelers              |
| 1991                 | Wayne Fontes               | Detroit Lions                    |
| 1990                 | Jimmy Johnson              | Dallas Cowboys                   |
| 1989                 | Lindy Infante              | Green Bay Packers                |
| 1988                 | Mike Ditka (2)             | Chicago Bears                    |
| 1987                 | Jim E. Mora                | New Orleans Saints               |
| 1986                 | Bill Parcells              | New York Giants                  |
| 1985                 | Mike Ditka                 | Chicago Bears                    |
| 1984                 | Chuck Knox (3)             | Seattle Seahawks                 |
| 1983                 | Joe Gibbs (2)              | Washington Redskins              |
| 1982                 | Joe Gibbs                  | Washington Redskins              |
| 1981                 | Bill Walsh                 | San Francisco 49ers              |
| 1980                 | Chuck Knox (2)             | Buffalo Bills                    |
| 1979                 | Jack Pardee                | Washington Redskins              |
| 1978                 | Jack Patera                | Seattle Seahawks                 |
| 1977                 | Red Miller                 | Denver Broncos                   |
| 1976                 | Forrest Gregg              | Cleveland Browns                 |
| 1975                 | Ted Marchibroda            | Baltimore Colts                  |
| 1974                 | Don Coryell                | St. Louis Cardinals              |
| 1973                 | Chuck Knox                 | Los Angeles Rams                 |
| 1972                 | Don Shula (4)              | Miami Dolphins                   |
| 1971                 | George Allen (2)           | Washington Redskins              |
| 1970                 | Dick Nolan                 | San Francisco 49ers              |
| 1969                 | Bud Grant                  | Minnesota Vikings                |
| 1968                 | Don Shula (3)              | Baltimore Colts                  |
| 1967 (unentschieden) | George Allen Don Shula (2) | Los Angeles Rams Baltimore Colts |
| 1966                 | Tom Landry                 | Dallas Cowboys                   |
| 1965                 | George Halas (2)           | Chicago Bears                    |
| 1964                 | Don Shula                  | Baltimore Colts                  |
| 1963                 | George Halas               | Chicago Bears                    |
| 1962                 | Allie Sherman (2)          | New York Giants                  |
| 1961                 | Allie Sherman              | New York Giants                  |
| 1960                 | Buck Shaw                  | Philadelphia Eagles              |
| 1959                 | Vince Lombardi             | Green Bay Packers                |
| 1958                 | Weeb Ewbank                | Baltimore Colts                  |
| 1957                 | George Wilson              | Detroit Lions                    |

## United Press International
Auch die US-amerikanische Nachrichtenagentur United Press International (UPI) vergab bis 1997 einen Preis für den Trainer des Jahres. Bis 1969 wurde auch ein entsprechender Preis an den besten Trainer der AFL vergeben.
| Jahr | AFC Coach            | Team                 | NFC Coach         | Team                |
| ---- | -------------------- | -------------------- | ----------------- | ------------------- |
| 1996 | Tom Coughlin         | Jacksonville Jaguars | Dom Capers        | Carolina Panthers   |
| 1995 | Marty Schottenheimer | Kansas City Chiefs   | Ray Rhodes        | Philadelphia Eagles |
| 1994 | Bill Parcells        | New England Patriots | Dave Wannstedt    | Chicago Bears       |
| 1993 | Marv Levy            | Buffalo Bills        | Dan Reeves        | New York Giants     |
| 1992 | Bobby Ross           | San Diego Chargers   | Dennis Green      | Minnesota Vikings   |
| 1991 | Dan Reeves           | Denver Broncos       | Wayne Fontes      | Detroit Lions       |
| 1990 | Art Shell            | Los Angeles Raiders  | Jimmy Johnson     | Dallas Cowboys      |
| 1989 | Dan Reeves           | Denver Broncos       | Lindy Infante     | Green Bay Packers   |
| 1988 | Marv Levy            | Buffalo Bills        | Mike Ditka        | Chicago Bears       |
| 1987 | Ron Meyer            | Indianapolis Colts   | Jim E. Mora       | New Orleans Saints  |
| 1986 | Marty Schottenheimer | Cleveland Browns     | Bill Parcells     | New York Giants     |
| 1985 | Raymond Berry        | New England Patriots | Mike Ditka        | Chicago Bears       |
| 1984 | Chuck Knox           | Seattle Seahawks     | Bill Walsh        | San Francisco 49ers |
| 1983 | Chuck Knox           | Seattle Seahawks     | John Robinson     | Los Angeles Rams    |
| 1982 | Tom Flores           | Los Angeles Raiders  | Joe Gibbs         | Washington Redskins |
| 1981 | Forrest Gregg        | Cincinnati Bengals   | Bill Walsh        | San Francisco 49ers |
| 1980 | Sam Rutigliano       | Cleveland Browns     | Leeman Bennett    | Atlanta Falcons     |
| 1979 | Sam Rutigliano       | Cleveland Browns     | Jack Pardee       | Washington Redskins |
| 1978 | Walt Michaels        | New York Jets        | Dick Vermeil      | Philadelphia Eagles |
| 1977 | Red Miller           | Denver Broncos       | Leeman Bennett    | Atlanta Falcons     |
| 1976 | Chuck Fairbanks      | New England Patriots | Jack Pardee       | Chicago Bears       |
| 1975 | Ted Marchibroda      | Baltimore Colts      | Tom Landry        | Dallas Cowboys      |
| 1974 | Sid Gillman          | Houston Oilers       | Don Coryell       | St. Louis Cardinals |
| 1973 | John Ralston         | Denver Broncos       | Chuck Knox        | Los Angeles Rams    |
| 1972 | Chuck Noll           | Pittsburgh Steelers  | Dan Devine        | Green Bay Packers   |
| 1971 | Don Shula            | Miami Dolphins       | George Allen      | Washington Redskins |
| 1970 | Paul Brown           | Cincinnati Bengals   | Alexander Webster | New York Giants     |
| 1969 | Paul Brown           | Cincinnati Bengals   | Bud Grant         | Minnesota Vikings   |
| 1968 | Hank Stram           | Kansas City Chiefs   | Don Shula         | Baltimore Colts     |
| 1967 | John Rauch           | Oakland Raiders      | George Allen      | Los Angeles Rams    |
| 1966 | Mike Holovak         | Boston Patriots      | Tom Landry        | Dallas Cowboys      |
| 1965 | Lou Saban            | Buffalo Bills        | George Halas      | Chicago Bears       |
| 1964 | Lou Saban            | Buffalo Bills        | Don Shula         | Baltimore Colts     |
| 1963 | Al Davis             | Oakland Raiders      | George Halas      | Chicago Bears       |
| 1962 | Jack Faulkner        | Denver Broncos       | Allie Sherman     | New York Giants     |
| 1961 | Wally Lemm           | Houston Oilers       | Allie Sherman     | New York Giants     |
| 1960 | Lou Rymkus           | Houston Oilers       | Buck Shaw         | Philadelphia Eagles |
| 1959 | –                    | –                    | Vince Lombardi    | Green Bay Packers   |
| 1958 | –                    | –                    | Weeb Ewbank       | Baltimore Colts     |
| 1957 | –                    | –                    | Paul Brown        | Cleveland Browns    |
| 1956 | –                    | –                    | Buddy Parker      | Detroit Lions       |
| 1955 | –                    | –                    | Joe Kuharich      | Washington Redskins |

## Maxwell Club
Auch der von Ron Jaworski geführte Maxwell Club ehrt jährlich den Trainer des Jahres. Der Preis wird offiziell nach dem ehemaligen NFL Trainer Earle „Greasy“ Neale benannt.
| Jahr | NFC Coach                 | Team                 |
| ---- | ------------------------- | -------------------- |
| 2013 | Chip Kelly                | Philadelphia Eagles  |
| 2012 | Chuck Pagano Bruce Arians | Indianapolis Colts   |
| 2011 | Mike McCarthy             | Green Bay Packers    |
| 2010 | Andy Reid                 | Philadelphia Eagles  |
| 2009 | Sean Payton               | New Orleans Saints   |
| 2008 | Jeff Fisher               | Tennessee Titans     |
| 2007 | Bill Belichick            | New England Patriots |
| 2006 | Sean Payton               | New Orleans Saints   |
| 2005 | Tony Dungy                | Indianapolis Colts   |
| 2004 | Marty Schottenheimer      | San Diego Chargers   |
| 2003 | Dick Vermeil              | Kansas City Chiefs   |
| 2002 | Andy Reid                 | Philadelphia Eagles  |
| 2001 | Dick Jauron               | Chicago Bears        |
| 2000 | Andy Reid                 | Philadelphia Eagles  |
| 1999 | Dick Vermeil              | St. Louis Rams       |
| 1998 | Dennis Green              | Minnesota Vikings    |
| 1997 | Tony Dungy                | Tampa Bay Buccaneers |
| 1996 | Dom Capers                | Carolina Panthers    |
| 1995 | Ray Rhodes                | Philadelphia Eagles  |
| 1994 | Bill Parcells             | New England Patriots |
| 1993 | Dan Reeves                | New York Giants      |
| 1992 | Bobby Ross                | San Diego Chargers   |
| 1991 | Wayne Fontes              | Detroit Lions        |
| 1990 | Art Shell                 | Los Angeles Raiders  |
| 1989 | Chuck Noll                | Pittsburgh Steelers  |

## Sporting News NFL Coach of the Year
| Jahr | NFL Coach          | Team                 |
| ---- | ------------------ | -------------------- |
| 2012 | Mike Smith (3)     | Atlanta Falcons      |
| 2011 | Jim Harbaugh       | San Francisco 49ers  |
| 2010 | Mike Smith (2)     | Atlanta Falcons      |
| 2009 | Sean Payton (2)    | New Orleans Saints   |
| 2008 | Mike Smith         | Atlanta Falcons      |
| 2007 | Bill Belichick (2) | New England Patriots |
| 2006 | Sean Payton        | New Orleans Saints   |
| 2005 | Tony Dungy         | Indianapolis Colts   |
| 2004 | Bill Cowher (2)    | Pittsburgh Steelers  |
| 2003 | Bill Belichick     | New England Patriots |
| 2002 | Andy Reid (2)      | Philadelphia Eagles  |
| 2001 | Dick Jauron        | Chicago Bears        |
| 2000 | Andy Reid          | Philadelphia Eagles  |
| 1999 | Dick Vermeil (2)   | St. Louis Rams       |
| 1998 | Dan Reeves (2)     | Atlanta Falcons      |
| 1997 | Jim Fassel         | New York Giants      |
| 1996 | Dom Capers         | Carolina Panthers    |
| 1995 | Ray Rhodes         | Philadelphia Eagles  |
| 1994 | George Seifert (2) | San Francisco 49ers  |
| 1993 | Dan Reeves         | New York Giants      |
| 1992 | Bill Cowher        | Pittsburgh Steelers  |
| 1991 | Joe Gibbs (3)      | Washington Redskins  |
| 1990 | George Seifert     | San Francisco 49ers  |
| 1989 | Lindy Infante      | Green Bay Packers    |
| 1988 | Marv Levy          | Buffalo Bills        |
| 1987 | Jim E. Mora        | New Orleans Saints   |
| 1986 | Bill Parcells      | New York Giants      |
| 1985 | Mike Ditka         | Chicago Bears        |
| 1984 | Chuck Knox (3)     | Seattle Seahawks     |
| 1983 | Joe Gibbs          | Washington Redskins  |
| 1982 | Joe Gibbs          | Washington Redskins  |
| 1981 | Bill Walsh         | San Francisco 49ers  |
| 1980 | Chuck Knox (2)     | Buffalo Bills        |
| 1979 | Dick Vermeil       | Philadelphia Eagles  |
| 1978 | Jack Patera        | Seattle Seahawks     |
| 1977 | Red Miller         | Denver Broncos       |
| 1976 | Chuck Fairbanks    | New England Patriots |
| 1975 | Ted Marchibroda    | Baltimore Colts      |
| 1974 | Don Coryell        | St. Louis Cardinals  |
| 1973 | Chuck Knox         | Los Angeles Rams     |
| 1972 | Don Shula (4)      | Miami Dolphins       |
| 1971 | George Allen (2)   | Washington Redskins  |
| 1970 | Don Shula (3)      | Miami Dolphins       |
| 1969 | Bud Grant          | Minnesota Vikings    |
| 1968 | Don Shula (2)      | Baltimore Colts      |
| 1967 | George Allen       | Los Angeles Rams     |
| 1966 | Tom Landry         | Dallas Cowboys       |
| 1965 | George Halas (2)   | Chicago Bears        |
| 1964 | Don Shula          | Baltimore Colts      |
| 1963 | George Halas       | Chicago Bears        |
| 1962 | No Award           |                      |
| 1961 | Vince Lombardi     | Green Bay Packers    |
| 1960 | No Award           |                      |
| 1959 | No Award           |                      |
| 1958 | No Award           |                      |
| 1957 | No Award           |                      |
| 1956 | Jim Lee Howell     | New York Giants      |
| 1955 | Joe Kuharich       | Washington Redskins  |
| 1954 | No Award           |                      |
| 1953 | Paul Brown (3)     | Cleveland Browns     |
| 1952 | J. Hampton Pool    | Los Angeles Rams     |
| 1951 | Paul Brown (2)     | Cleveland Browns     |
| 1950 | Steve Owen         | New York Giants      |
| 1949 | Paul Brown         | Cleveland Browns     |
| 1948 | Greasy Neale       | Philadelphia Eagles  |
| 1947 | Jimmy Conzelman    | Chicago Cardinals    |

## Pro Football Weekly NFL Coach of the Year
| Jahr | NFL Coach                         | Team                               |
| ---- | --------------------------------- | ---------------------------------- |
| 2008 | Tony Sparano                      | Miami Dolphins                     |
| 2007 | Bill Belichick (2)                | New England Patriots               |
| 2006 | Sean Payton                       | New Orleans Saints                 |
| 2005 | Lovie Smith                       | Chicago Bears                      |
| 2004 | Marty Schottenheimer              | San Diego Chargers                 |
| 2003 | Bill Belichick                    | New England Patriots               |
| 2002 | Andy Reid                         | Philadelphia Eagles                |
| 2001 | Dick Jauron                       | Chicago Bears                      |
| 2000 | Jim Haslett                       | New Orleans Saints                 |
| 1999 | Dick Vermeil                      | St. Louis Rams                     |
| 1998 | Dan Reeves (2)                    | Atlanta Falcons                    |
| 1997 | Jim Fassel                        | New York Giants                    |
| 1996 | Dom Capers                        | Carolina Panthers                  |
| 1995 | Ray Rhodes                        | Philadelphia Eagles                |
| 1994 | Bill Parcells (2)                 | New England Patriots               |
| 1993 | Dan Reeves                        | New York Giants                    |
| 1992 | Bill Cowher                       | Pittsburgh Steelers                |
| 1991 | Wayne Fontes                      | Detroit Lions                      |
| 1990 | Art Shell                         | Los Angeles Raiders                |
| 1989 | George Seifert                    | San Francisco 49ers                |
| 1988 | Mike Ditka                        | Chicago Bears                      |
| 1987 | Jim E. Mora                       | New Orleans Saints                 |
| 1986 | Bill Parcells                     | New York Giants                    |
| 1985 | Keine Auszeichnung                | -                                  |
| 1984 | Dan Reeves                        | Denver Broncos                     |
| 1983 | Joe Gibbs (2)                     | Washington Redskins                |
| 1982 | Joe Gibbs                         | Washington Redskins                |
| 1981 | Bill Walsh                        | San Francisco 49ers                |
| 1980 | Chuck Knox (2)                    | Buffalo Bills                      |
| 1979 | Dick Vermeil                      | Philadelphia Eagles                |
| 1978 | Walt Michaels                     | New York Jets                      |
| 1977 | Red Miller                        | Denver Broncos                     |
| 1976 | Chuck Fairbanks                   | New England Patriots               |
| 1975 | Ted Marchibroda                   | Baltimore Colts                    |
| 1974 | Don Coryell                       | St. Louis Cardinals                |
| 1973 | Chuck Knox                        | Los Angeles Rams                   |
| 1972 | Don Shula (3)                     | Green Bay Packers                  |
| 1971 | George Allen (2)                  | Washington Redskins                |
| 1970 | Don Shula (2)                     | Miami Dolphins                     |
| 1969 | AFL – John Madden NFL – Bud Grant | Oakland Raiders Minnesota Vikings  |
| 1968 | AFL – Hank Stram NFL – Don Shula  | Kansas City Chiefs Baltimore Colts |